# ザ・フラーツ
フラーツ（The Flirts）は、ボビー・オーランドがプロデュースする茶髪、金髪、赤髪の女性3人組で構成されたガール・グループ。代表曲として「Passion」「Danger」「Helpless」「Jukebox (Don't Put Another Dime)」がある。

## 来歴
ボビー・オーランドがフラーツの構想、作曲、演奏、楽曲のプロデュースを考えつく。それから彼はグループにふさわしい女子のオーディションを行った。出演者の多くはダンサー、モデルや女優としての素養があり、オーランドはしばしば楽曲のボーカルとして歌わせるため専門的な歌手の指導を受けさせた。フラーツはアルバムのリリースやツアー毎に何人かメンバーを入れ替えるなど、何度もメンバーの変更を経てきた。1982年から1992年の間に6枚のスタジオ・アルバムと数多くのシングルをリリースした。グループは頻繁にクラブでのワールド・ツアーを行い、よく録音済み音源に合わせて口パクでパフォーマンスしていた。

## メンバー
- ボビー・オーランド (Bobby Orlando) - アーティスト、音楽プロデューサー、ミュージシャン、ソングライター

1982年『10C a Dance』時代 :
- Andrea Del Conte
- Sandra D'Key
- Hope Rayman
- Holly Kerr
- Rebecca Sullivan

1983年『Born to Flirt』時代 :
- Pamela Orlando
- Linda Jo Rizzo
- Rebeka Storm

1984年『Made in America』時代 :
- Christina Criscione
- Debby Gaynor
- Christie Angelica Muhaw

1985年『Blondes, Brunettes & Redheads』時代 :
- Christina Criscione
- Debby Gaynor
- Tricia Wygal

1986年『Questions of the Heart』時代 :
- Christina Criscione
- Geri McKeon
- Tricia Wygal

これに加えて数多くのセッション歌手がリードボーカルやバックボーカルを担当した楽曲が、フラーツの名義でリリースされた。

## ディスコグラフィ

### スタジオ・アルバム
- 10¢ a Dance (1982年) ※オランダではPassionとタイトルを変更してリリース
- Born to Flirt (1983年)
- Made in America (1984年)
- 『YOU & ME』 - Blondes Brunettes & Redheads (1985年)
- Questions of the Heart (1986年)
- Take A Chance On Me (1992年)

### ライブ・アルバム
- Flirt with the Flirts (1983年)
- Passion of Disco – The Remix Album (2014年)

### コンピレーション・アルバム
- Flirt With The Flirts (1983年) ※オランダのみでリリース
- The Best Of The Flirts (1991年)
- Greatest Hits (1993年)
- Passion - The Best Of (1996年)
- Physical Attraction (2001年)

### シングル
- "Jukebox (Don't Put Another Dime)"/"Boy Crazy" (1982年)
- "Passion" (1982年)
- "Calling All Boys" (1983年)
- "Danger" (1983年)
- "On The Beach" (1983年)
- "Helpless (You Took My Love)" (1984年)
- "Dancing Madly Backwards" (1985年)
- 「YOU & ME」 - "You & Me" (1985年)
- "Miss You" (1986年)
- "New Toy" (1986年)
- "All You Ever Think About Is (Sex)" (1986年)
- "A Thing Called Love" (1988年)